# Gwangmyeong-dong
Gwangmyeong-dong (koreanska: 광명동) är en stadsdel i staden Gwangmyeong i  provinsen Gyeonggi i Sydkorea. Den gränsar i norr till stadsdistriktet Guro-gu i huvudstaden Seoul.

## Indelning
Administrativt är Gwangmyeong-dong indelat i:
| Namn    | Namn                     | Yta km² | Invånare 31 dec 2020 |
| ------- | ------------------------ | ------- | -------------------- |
| 광명1동 | Gwangmyeong 1(il)-dong   | 0,31    | 757                  |
| 광명2동 | Gwangmyeong 2(i)-dong    | 0,26    | 3 917                |
| 광명3동 | Gwangmyeong 3(sam)-dong  | 0,32    | 10 775               |
| 광명4동 | Gwangmyeong 4(sa)-dong   | 0,29    | 14 836               |
| 광명5동 | Gwangmyeong 5(o)-dong    | 0,40    | 15 110               |
| 광명6동 | Gwangmyeong 6(yuk)-dong  | 2,44    | 10 990               |
| 광명7동 | Gwangmyeong 7(chil)-dong | 2,31    | 18 262               |